# Christopher O'Connell
Christopher O'Connell (født 3. juni 1994 i Sydney, Australien) er en professionel tennisspiller fra Australien.